# Sosialistisk Ungdom

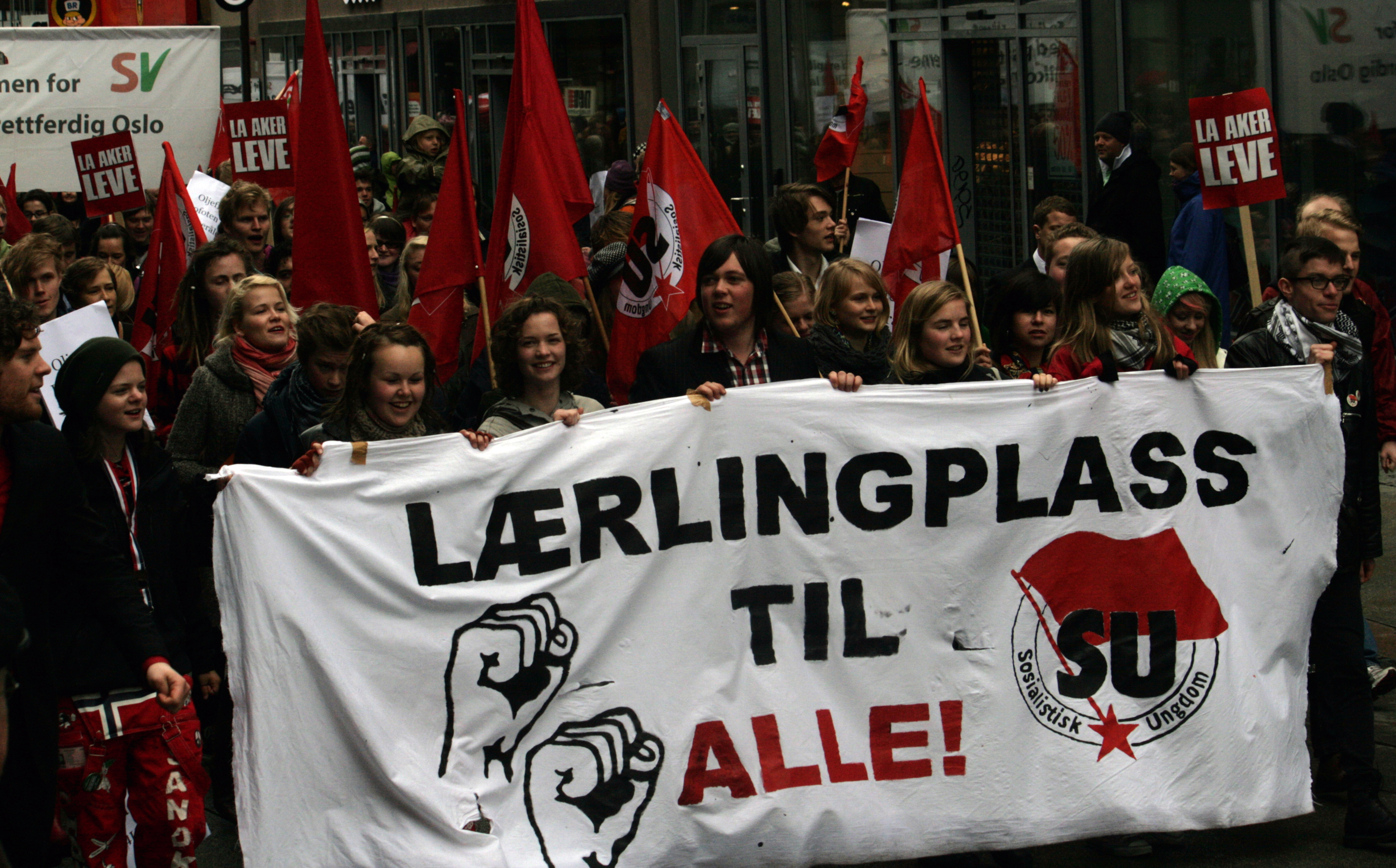
Mitglieder der Sosialistisk Ungdom bei einer Demonstration in Oslo

Die Sosialistisk Ungdom (kurz SU; deutsch: Sozialistische Jugend) ist die Jugendorganisation der norwegischen Partei Sosialistisk Venstreparti (SV). Seit Juni 2024 ist Audun Hammer Hovda der Vorsitzende der Organisation. Im Jahr 2020 hatte die SU 1205 Mitglieder.

## Geschichte
Im Jahr 1970 wurde die Sosialistisk Folkepartis Ungdom (SFU) gegründet, welche die neue Jugendorganisation der Sosialistisk Folkeparti (SF) wurde. Zuvor hatte sich deren ehemalige Jugendorganisation, der marxistisch-leninistische Sosialistisk Ungdomsforbund (SUF), von ihrer Mutterorganisation abgespalten. Im Februar 1975 entstand die Sosialistisk Ungdom, nachdem die Sosialistisk Venstreparti (SV) durch einen Zusammenschluss mehrerer Parteien gegründet wurde. Es entwickelte sich eine nahe Zusammenarbeit mit der Jugendorganisation des Umweltverbandes Norges Naturvernforbund, der Natur og Ungdom.
Bis in die 1990er-Jahre hinein standen die Vorsitzenden der SU nahe zur Mutterpartei, dies änderte sich allerdings bei der Wahl von Kari Anne Moe zur neuen SU-Vorsitzenden. Sie gewann 1999 gegen Inga Marte Thorkildsen, die dem gemäßigteren Flügel angehörte. Moes Flügel hingegen forderte, nicht mehr das SV-Programm als Basis für die Organisation zu verwenden, sondern ein eigenes Prinzipienprogramm für die SU zu entwickeln. Nach der Wahl beschränkte die Sosialistisk Venstreparti das Mitspracherecht ihrer Jugendorganisation bei ihren Fraktionstreffen im Nationalparlament Storting. Im Laufe der 2000er-Jahre näherten sich die SU und SV wieder an.
Bis 2015 gab die SU das Magazin Kraftverk heraus. Die Organisation veranstaltet jährlich ein Sommerlager, des Öfteren wie auch andere linke Jugendparteien auf der Insel Utøya.

## Positionen
Die SU liegt in den meisten Positionen links von ihrer Mutterpartei. Die SU bezeichnet sich selbst eine feministische, sozialistische und revolutionäre Organisation. Sie setzt sich für höhere Strafen bei Vergewaltigungen und eine verpflichtende Kennzeichnung von retuschierter Reklame ein. Des Weiteren tritt die Jugendpartei gegen Rassismus ein und will, dass an Organisationen mit nach ihrer Auffassung rassistischen Haltungen keine staatlichen Gelder fließen sollen. Im Bereich der Klima- und Umweltpolitik setzt sie auf einen Ausbau des öffentlichen Verkehrs und kritisiert den Ausbau der Öl- und Gasförderung in Norwegen. Eine weitere Forderung stellt die Beendigung der NATO-Mitgliedschaft des Landes dar.

## Bekannte Vorsitzende
- 1977–1980: Erik Solheim, späterer Minister und SV-Vorsitzender
- 1984–1986: Kristin Halvorsen, spätere Ministerin und SV-Vorsitzende
- 1986–1988: Raymond Johansen, späterer Politiker der Arbeiderpartiet
- 1988–1990: Paul Chaffey, späterer Staatssekretär der Høyre[14]
- 1990–1992: Lisbet Rugtvedt, spätere Staatssekretärin[15]
- 1992–1994: Kyrre Lekve, späterer Staatssekretär[16]
- 1996–1999: Heikki Holmås, späterer Minister
- 2002–2004: Ingrid Fiskaa, spätere Staatssekretärin
- 2006–2008: Kirsti Bergstø, spätere Staatssekretärin
- 2014–2016: Nicholas Wilkinson, späterer Storting-Abgeordneter
- 2018–2020: Andreas Sjalg Unneland, späterer Storting-Abgeordneter